# Mogelijkheid van een eiland (roman)
Mogelijkheid van een eiland (oorspronkelijke Franse titel: La Possibilité d'une île) is een roman van Michel Houellebecq uit 2005, die in hetzelfde jaar in het Nederlands verscheen. De toekomstroman heeft het klonen van mensen als onderwerp, waarbij de auteur blijk geeft van een pessimistische visie op de hedendaagse én toekomstige samenleving, in het bijzonder met betrekking tot relaties tussen mannen en vrouwen, en veroudering. Met deze roman won Houellebecq in Frankrijk de Prix Interallié.

## Inhoud

### Opbouw
De roman telt 420 pagina's (Nederlandse editie) en bestaat uit drie delen die worden voorafgegaan door achtereenvolgens een opdracht, een dankbetuiging en een korte proloog (die niet als dusdanig wordt aangeduid). De proloog begint met een bijna lege pagina met daarop alleen de zin: "Wie van u verdient het eeuwige leven?". Deze vraag prijkt in de Nederlandse uitgave tevens op de omslag, echter niet op de titelpagina; het betreft dus geen ondertitel. De proloog, waarin Daniel24 aangeeft waarom hij dit boek schrijft, eindigt met de zin: "Vrees mijn woorden."
Na de proloog volgen de drie delen die het hoofdbestanddeel van de roman vormen:
- Eerste deel. Commentaar van Daniel24 (134 pagina's)
- Tweede deel. Commentaar van Daniel25 (125 pagina's)
- Derde deel. Slotcommentaar, epiloog (45 pagina's)

Het eerste en tweede deel zijn opgedeeld in korte hoofdstukken, waarin afwisselend Daniel1 en Daniel24, respectievelijk Daniel1 en Daniel25 aan het woord zijn. De hoofdstukken zijn op Bijbelse wijze getiteld; in het eerste deel: Daniel1,1, Daniel24,1, Daniel 1,2, Daniel24,2, enz.; in het tweede deel: Daniel 1,12 (doornummerend van deel een), Daniel25,1, enz. De hoofdstuktitels worden, net als in de Bijbel en de Koran, onderaan elke bladzijde vermeld. Het derde deel bestaat uit twee ongenummerde en titelloze hoofdstukken. Meerdere hoofdstukken beginnen met een citaat, sommige van schrijvers of filosofen, andere van een taxichauffeur, een dierenambulancemedewerker, een popgroep of een hacker.
Na de eigenlijke roman volgt in de Nederlandse vertaling een Lijst van Franse namen, waarin korte beschrijvingen van een twintigtal historische personages zijn opgenomen, vrijwel allemaal Franse politici, schrijvers of mediafiguren.

### Personages
NB: onderstaande lijst bevat de namen van de voornaamste fictieve personages; historische personen die in het boek voorkomen, zoals Jeanne Calment, Bernard Kouchner, Karl Lagerfeld en Björk, zijn niet opgenomen.
- Daniel (Daniel1): een van de drie ik-vertellers; zeer succesvol maar gedesillusioneerd Frans komiek en filmmaker; werkt aan het einde van zijn leven aan zijn levensverhaal.
- Isabelle: echtgenote van Daniel1; hoofdredacteur van een vrouwenblad; even intelligent en cynisch als Daniel; slaagt er niet in zich te verzoenen met het ouder worden.
- Esther: vriendin van Daniel1; jonge Spaanse studente en actrice; lijdt aan nieraandoening; seks, drugs en feesten beheersen haar leven.
- Robert Macaury (de 'Profeet'): charismatische leider van de elohimitische sekte; zeer zelfverzekerd; geobsedeerd door seks.
- Jérôme Prieur (de 'Smeris'): hoofd beveiliging van de elohimieten.
- Slotan Miskiewicz (de 'Geleerde'): wetenschapper, gespecialiseerd in genetische modificatie.
- Vincent Greilsamer, later Macaury: introvert kunstenaar; onwettige zoon en opvolger van Robert Macaury als leider van de sekte.[noot 5]
- Lucas: communicatiedeskundige van de sekte; weet de juiste toon te treffen in zijn reclamecampagnes.
- Daniel24: ik-verteller; 23e verbeterde kloon van Daniel1; 'nieuwe mens'; bewoont de van de buitenwereld afgesloten compound Proyecciones XXI,13, ter plekke van de villa van Daniel1; werkt aan een commentaar op de autobiografie van Daniel1, bedoeld voor zijn opvolgers.
- Daniel25: ik-verteller; 24e kloon van Daniel1; vervolgt het commentaar op de autobiografie van Daniel1; zijn innerlijke onrust leidt tot een hopeloze zoektocht.
- Marie22 en 23: 'penvriendinnen' van Daniel24 en 25; bewonen een compound in een overgebleven wolkenkrabber te midden van de ruïnes van Manhatten; beiden nieuwe mensen, maar met twijfels.
- Esther31: nakomeling van Esther; probeert Daniel 25 en Marie23 ervan te weerhouden te deserteren.
- Fox: hond van Daniel1; dood gereden door een vrachtwagen; al talloze malen gekloond; enige bron van liefde voor Daniel 24 en 25.
- de Opperzuster: hoogste religieus leider, wier leerstellingen een steun zijn voor de nieuwe mensen; wijst Zeven Grondleggers aan, die de Centrale Stad (bestuurscentrum) stichten.

### Verhaallijn
Mogelijkheid van een eiland speelt zich deels af in het heden (20e/21e eeuw), deels in de toekomst (4e/5e millennium).

#### Eerste tijdniveau (heden)
Daniel is een succesvolle komiek, die de pijnlijke gebreken van onze tijd weet bloot te leggen. Hij verdient bakken met geld met bijtende, cynische humor, waarbij hij geen enkel taboe uit de weg gaat. Met enkele films breekt hij internationaal door. Op het moment dat hij zes miljoen euro op zijn bankrekening heeft staan, verruilt hij Parijs voor een luxueuze villa met zeventien kamers aan het strand in de Zuid-Spaanse streek Cabo de Gata (bij Almería). Toch is hij niet gelukkig of hooguit af en toe. Hij faalt in zijn relatie met zijn vrouw Isabelle, die hij enkele jaren nadat de seks is gestopt verlaat. Bij zijn jonge Spaanse minnares Esther denkt hij het geluk te hebben gevonden, maar zij dumpt hem na enkele maanden. Genegenheid vindt hij alleen nog bij zijn hond Fox.

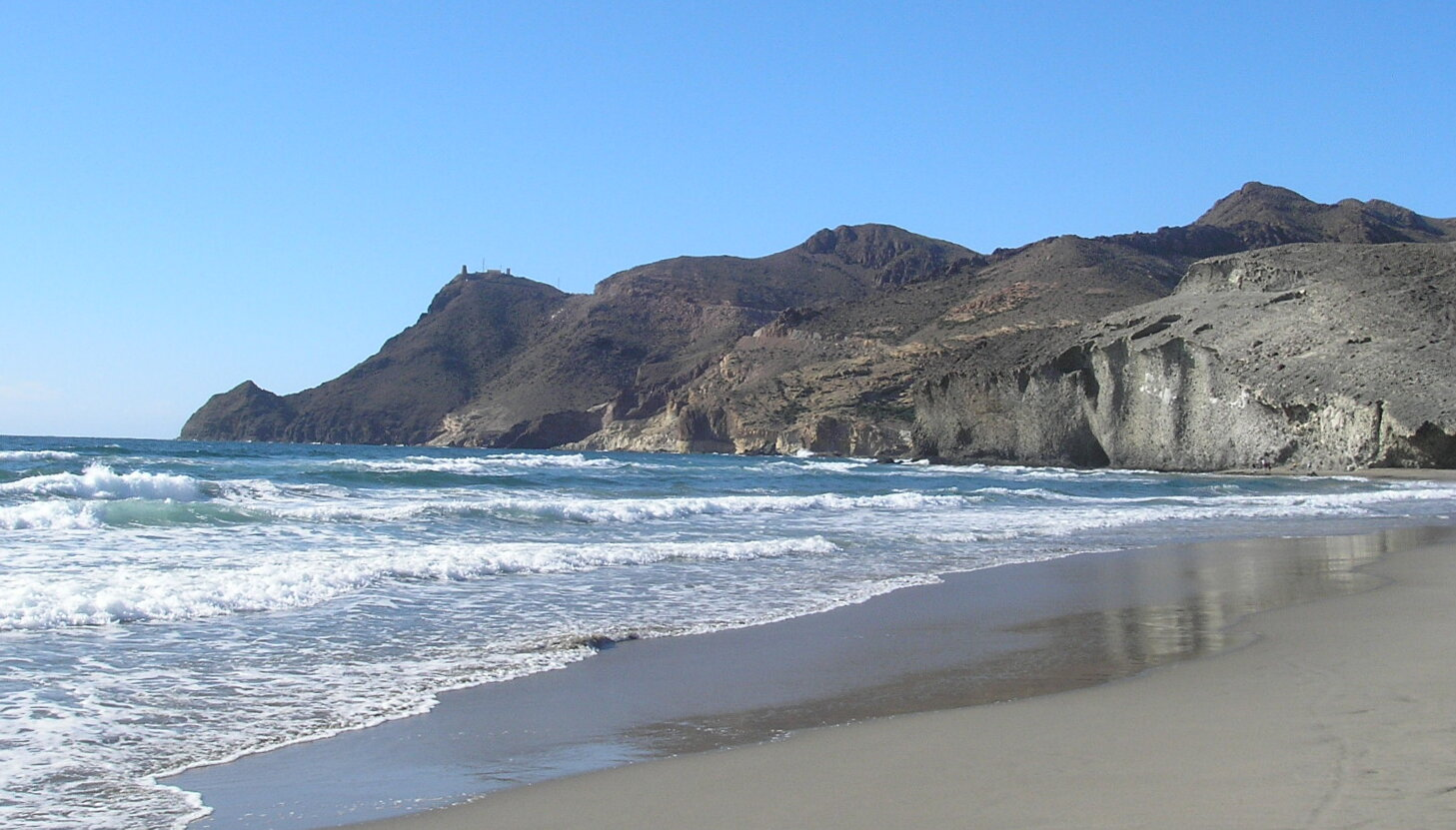
Playa de Monsul, Cabo de Gata (2006). In deze omgeving ligt de villa van Daniel1, later, na het terugtrekken van de Middellandse Zee, de compound van Daniel24 en 25

Via de zoon van zijn Spaanse buren komt hij in contact met de (fictieve) Elohimitische Beweging, een sekte die sterke overeenkomsten vertoont met de (bestaande) Raëliaanse Beweging. Aanhangers van de sekte geloven in het bestaan van buitenaardse wezens, Elohim genoemd, die in hun ruimteschepen ooit de aarde hebben bezocht. Door middel van genetische manipulatie creëerden ze toen het leven op aarde, inclusief de mensen. Op een dag zullen ze terugkeren om de volgelingen van de sekte mee te nemen, wanneer dezen zich voldoende ontwikkeld hebben. De elohimieten bezitten een centrum op het eiland Lanzarote, waar ze onderzoek doen naar het klonen van mensen en dat tevens moet fungeren als 'ambassade' voor de Elohim. Daniel raakt gefascineerd door de sekte en bezoekt enkele conferenties, waar hij als vip wordt behandeld.
Wanneer de leider van de sekte, 'de Profeet', tijdens een conferentie op Lanzarote wordt vermoord, neemt zijn onwettige zoon Vincent zijn plaats in. De sekte communiceert naar de buitenwereld dat ze in de persoon van Vincent de Profeet met succes hebben gekloond. De pr-stunt blijkt succesvol en de sekte trekt veel nieuwe leden en fondsen aan. Als een van de weinige getuigen van de fraude is Daniel vanaf dat moment onlosmakelijk verbonden met de elohimieten. Vincent verplaatst het hoofdkwartier van Lanzarote naar Chevilly-Larue, een voorstad van Parijs. Hij neemt de communicatiedeskundige Lucas aan, die met zijn reclamecampagnes zorgt voor een explosieve groei van de sekte. Op aanraden van Vincent schrijft Daniel zijn levensverhaal, dat op enkele geluksmomenten na, doortrokken is van pijn en teleurstelling.

#### Tweede tijdniveau (toekomst)
Tweeduizend jaar later: de aarde heeft als gevolg van oorlogen, kernexplosies en een daarmee samenhangende verschuiving van de aardas, enorme klimatologische en geologische veranderingen ondergaan. Eerst was het poolijs gesmolten, waardoor 95% van de wereldbevolking was weggevaagd. Daarna was de Grote Opdroging begonnen, die nog steeds aan de gang is. De zeeën zijn al grotendeels verdwenen; van de Middellandse Zee resteert een schamel restje water. De menselijke soort is grotendeels uitgestorven. De weinigen die de kernoorlogen hebben overleefd zijn teruggevallen naar het beschavingsniveau van de vroege prehistorie. Deze 'wilden' leven in kleine, sterk hiërarchisch georganiseerde stammen, te midden van de ruïnes van de 21e eeuw, waar alledaagse voorwerpen als autostoelen en plastic koffers stille getuigen zijn van een verdwenen beschaving. Alleen de stamhoofden hebben het recht om met vrouwtjes te paren. Oudere, zwakke stamleden worden gedood en opgegeten tijdens wrede en bloedige rituelen.
Daarnaast bestaat er een nieuwe mensensoort, de 'nieuwe mensen'. Deze door klonen en genetische manipulatie sterk verbeterde soort is in staat door middel van fotosynthese in zijn eigen energiebehoefte te voorzien. Drinkwater en mineraalzout zijn voldoende om in leven te blijven. De nieuwe mensen leven als individuen in sterk beveiligde, geïsoleerde en zelfvoorzienende compounds verspreid over de wereld. Ze communiceren af en toe met elkaar via internet. Fysiek contact ontbreekt, hun vermogen om emoties te uiten is vrijwel nihil. De compounds worden onderhouden door de 'Centrale Stad'. Wanneer een persoon overlijdt, wordt in de Centrale Stad een ongeveer achttien jaar oude kopie van de overledene gemaakt op basis van de genetische code die daar is opgeslagen. De nieuwe kloon wordt op de compound afgeleverd en vervangt daar zijn overleden voorganger.

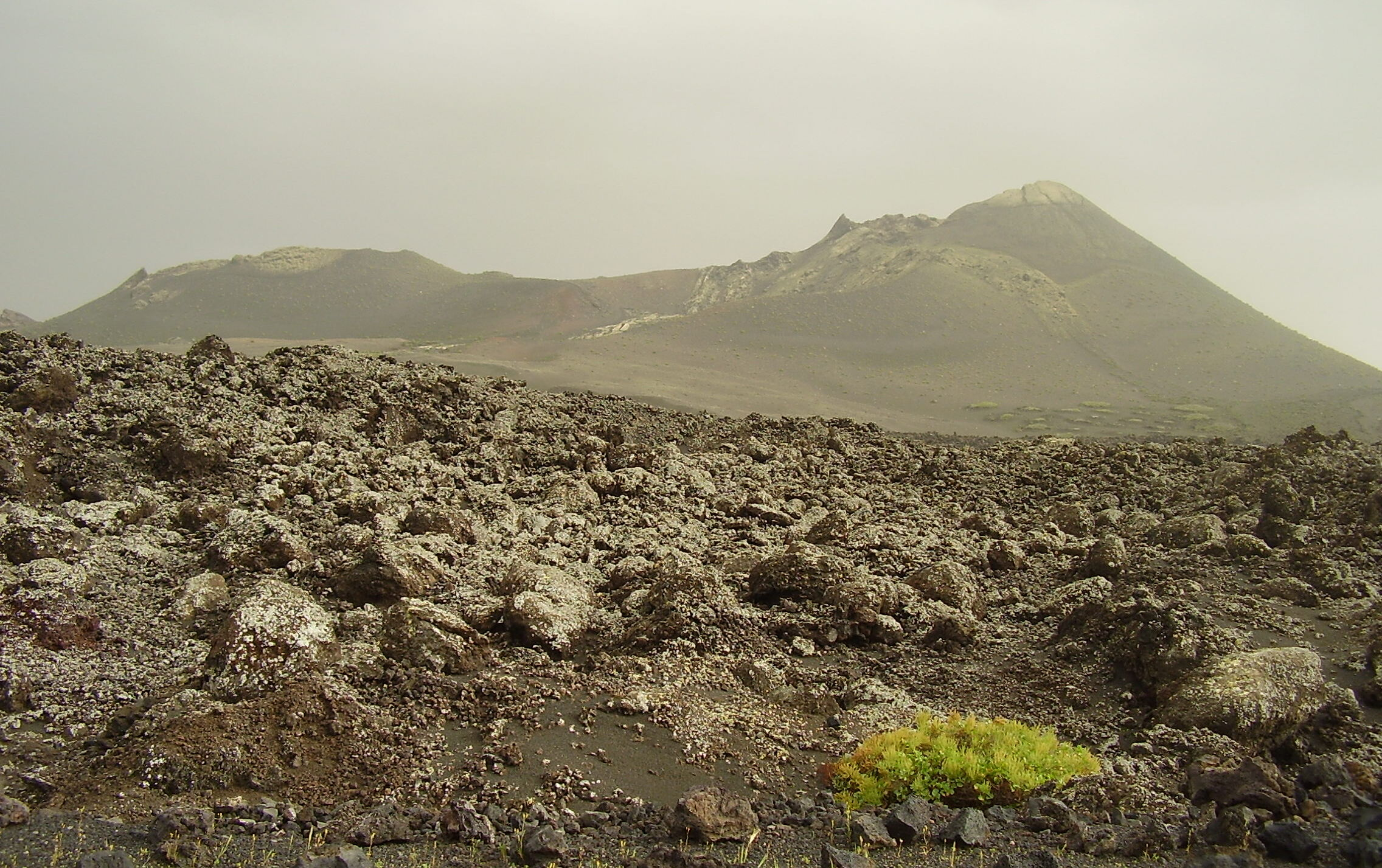
Landschap op Lanzarote (2011). Lanzarote is het centrum van de elohimitische sekte en later het reisdoel van Daniel25 en Marie23.

De nieuwe mensen zijn verre afstammelingen van de elohimieten, een sekte die aan het einde van de twintigste eeuw in Frankrijk ontstond. De sekte stelde zich in de eeuwen daarna ten doel de mensheid door middel van genetische technologie te verbeteren en onsterfelijk te maken. Tot de beoogde verbeteringen behoorde een gevoelsleven dat de mens niet te veel uit balans zou brengen. Met hun doorbraken op technologisch gebied werd de sekte al snel de belangrijkste wereldreligie. Elk sektelid liet zijn/haar bezittingen aan de elohimieten na, in ruil waarvoor het DNA van dat lid werd bewaard en gekloond, waarmee onsterfelijk werd verworven.
Een nieuwe mens heeft maar een beperkte hoeveelheid kennis nodig. Hij of zij moet in staat zijn de instructies voor de apparatuur te begrijpen en eventuele malfuncties door te geven. Een van de weinige taken is het bestuderen van het levensverhaal van de persoon van wie hij of zij afstamt en daar, indien mogelijk, commentaar op geven. De nieuwe mensen ten tijde van Daniel24 en 25 zijn zich ervan bewust dat ze nog niet het laatste stadium van de menselijke ontwikkeling hebben bereikt. De meeste leerstellingen van de elohimieten hebben ze laten varen, maar ze zien nog steeds uit naar de komst van 'de Toekomstigen' – een soort Übermenschen in de zin van Nietzsche. Verder leiden ze een rustig, vreugdeloos, eigenlijk heel saai bestaan, maar het vermogen om verveling te ervaren is net als de meeste andere menselijke emoties uitgeschakeld. De laatste Daniel die dat betreurde was, volgens zijn levensverhaal, Daniel13. Daniel10 was de laatste die vermeldde dat hij moest huilen na de elektrocutie van zijn hond; Daniel3 kon onder invloed van alcohol zelfs nog een lach voortbrengen.
Met een zeker onbegrip leest de nieuwe mens Daniel24 het levensverhaal van Daniel1 en diens menselijke passies, zoals liefde, hebzucht, seksuele bevrediging en wanhoop. Bij zijn opvolger, Daniel25, ontwikkelt zich een zekere nieuwsgierigheid naar wat Daniel1 bezielde. Die nieuwsgierigheid wordt aangewakkerd door zijn New Yorkse penvriendin Marie23. Deze besluit te deserteren. Ze gaat op weg naar Lanzarote, waar zich volgens geruchten een groep gedeserteerde nieuwe mensen bevindt. Daniel25 betwijfelt of het eiland nog wel bestaat. Toch is het deze 'mogelijkheid van een eiland' die ook hem er toe beweegt om te breken met zijn rimpelloze, eeuwige maar eentonige leven. De prijs die hij daarvoor moet betalen is de onherroepelijke dood, het verbreken van de keten van onsterfelijkheid. Van afvalligen worden geen klonen gemaakt en hun compounds worden gesloten.
Wanneer Daniel25 na een lange reis door de woestenij eindelijk de 'oneindige zee' bereikt, begrijpt hij waarom het idee van oneindigheid zo'n fascinatie op mensen heeft uitgeoefend. Hij weet dat hij zijn bestemming Lanzarote niet zal bereiken. Hij zal niet worden verlost, maar hij is niet ongelukkig.

### Vorm, perspectief, motieven
Mogelijkheid van een eiland is een toekomstroman, met kenmerken van een dystopie. Het vertelperspectief is dat van de drie ik-vertellers: Daniel1, Daniel24 en Daniel25. De stijl van Daniel24 en 25 is vergelijkbaar; ze zijn beiden afstandelijk, observerend  en berustend. Die van Daniel1 is sarcastisch, soms recalcitrant of grof.
Een motief dat regelmatig terugkeert in het werk van Houellebecq is dat van de walking ghost phase, waarin de hoofdpersoon alleen eindigt, zonder hoop, zonder verwachtingen, alleen nog leegte. Het einde van Mogelijkheid van een eiland, waarbij Daniel25 de compound verlaat en de 'wildernis' in trekt, lijkt sterk op dat van Houellebecqs eerste roman, De wereld als markt en strijd, waarin de ik-verteller het bos inloopt en zo uit beeld verdwijnt.

## Publicatie
Al in 2003 werd een klein deel van de romantekst gepubliceerd in een samenwerkingsproject met de Duitse fotograaf Thomas Ruff. Het fotoboek bevat digitaal bewerkte, vergrote en enigszins onherkenbaar gemaakte pornografische foto's van het internet. Houellebecqs bijdrage bestaat uit een fragment uit zijn nog te verschijnen roman, met name het gedeelte waarin Michel terugdenkt aan de bezoeken aan seksclubs van Isabelle en hemzelf.
Houellebecq voltooide de roman naar eigen zeggen eind februari 2005. Hij was toen zo depressief dat hij zelfmoord overwoog. Daarna was hij enkele maanden bezig met het corrigeren van de drukproeven. Op 4 juli gaf hij groen licht voor de drukker. La Possibilité d'une île verscheen in Frankrijk op 31 augustus 2005 bij uitgeverij Fayard en is daarmee de enige roman van Houellebecq die niet door Flammarion is uitgegeven. De verkoop liep aanvankelijk voorspoedig, maar daalde daarna vrij snel, mogelijk door een aantal slechte kritieken. Eind oktober 2005 waren 150.000 exemplaren verkocht. De roman kreeg de Prix Interallié, maar liep de prestigieuze Prix Goncourt net mis: vier van de tien juryleden stemden voor Houellebecqs boek, de zes anderen stemden voor Trois jours chez ma mère van François Weyergans. Houellebecq zelf noemde het boek zijn magnum opus.

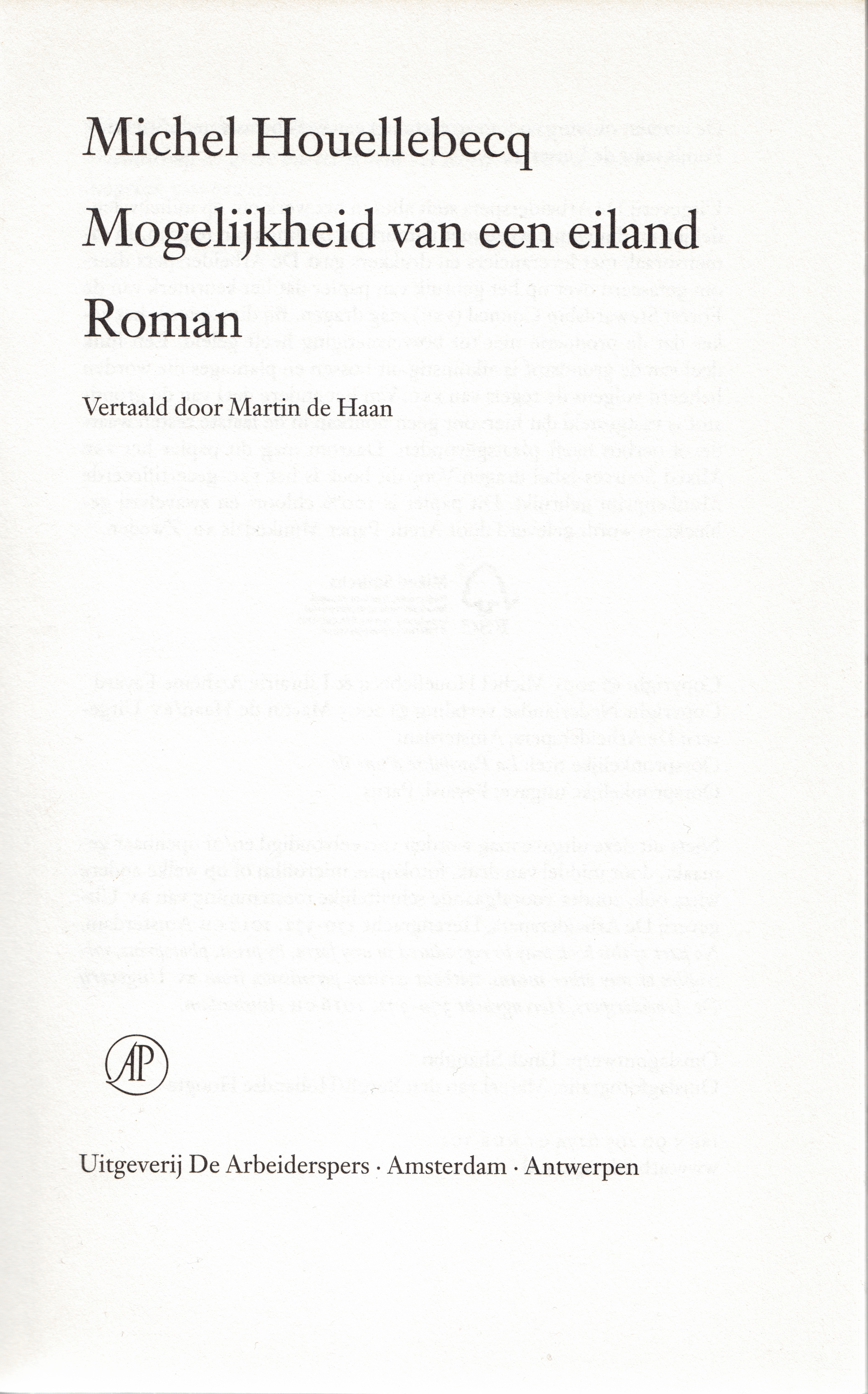
Titelpagina van de Nederlandse uitgave (2005)

De Nederlandse vertaling door Martin de Haan verscheen op 22 november 2005 bij De Arbeiderspers, eerst alleen als hardcover. Voor de vertaling stelde het Nederlands Letterenfonds een werkbeurs ter beschikking. De paperbackeditie verscheen op 5 januari 2008. In 2012 verscheen een herdruk van de paperback met een nieuwe omslag van Ron van Roon. De roman stond eind 2005, begin 2006 zeven weken in de Nederlandse Bestseller 60 met als hoogste positie nr. 15, waarmee de roman qua verkoopcijfers beter presteerde dan zijn opvolger De kaart en het gebied (2010/11).
| Boeken met noteringen in de Nederlandse Bestseller 60 | Jaar van verschijnen | Datum van binnenkomst | Hoogste positie | Aantal weken | Opmerkingen |
| ----------------------------------------------------- | -------------------- | --------------------- | --------------- | ------------ | ----------- |
| Mogelijkheid van een eiland                           | 2005                 | 30-11-2005            | 15              | 7            |             |

### Uitgaven (selectie)
- (fr)  Michel Houellebecq: La Possibilité d'une île. Uitgever: Fayard (originele uitgave: 31 augustus 2005)
- (de)  Michel Houellebecq & Uli Wittmann (vertaler): Die Möglichkeit einer Insel. Dumont Buchverlag (14 september 2005)
- (it)  Michel Houellebecq & Fabrizio Ascari (vertaler): La possibilità di un'isola. Bompiani (14 september 2005)
- (es)  Michel Houellebecq & Encarna Gómez Castejón (vertaler): La posibilidad de una isla. Alfaguara (17 oktober 2005)
- (nl)  Michel Houellebecq & Martin de Haan (vertaler): Mogelijkheid van een eiland. De Arbeiderspers (22 november 2005)
- (en)  Michel Houellebecq & Gavin Bowd (vertaler): The Possibility of an Island. Amerikaanse editie: Knopf (23 mei 2006)
- (en)  Michel Houellebecq & Gavin Bowd (vertaler): The Possibility of an Island. Britse editie: Orion / Weidenfeld & Nicholson (3 juli 2006)
- (ru)  Michel Houellebecq & Irina Staff (vertaler): Возможность острова. Corpus (2006)[14]

### Ontvangst
- De Franstalige pers reageerde verdeeld op La Possibilité d'une île. De recensies van toonaangevende literaire critici als Michel Onfray en Angelo Rinaldi waren ronduit negatief. Anderen, zoals François Nourissier en Edmonde Charles-Roux, noemden het een belangrijk boek.[15] Sylvain Bourmeau schreef over het derde deel dat Houellebecq "de poëzie had doen triomferen binnen in de roman".[16] Afgezien van de puur literaire kritiek, deed het boek door zijn thematiek en taalgebruik veel stof opwaaien.[12] De eerste verteller in de roman, de komiek Daniel1, heeft succes met harde grappen die alle grenzen lijken te overschrijden: "Weet je hoe het vet heet dat om de vagina heen zit? – Nee. – Vrouw." Joden worden spottend aangeduid als "besneden luizen", Arabieren als "ongedierte van Allah" en Libanese christenen als "schaamluizen van Maria's kut". Daniel1 heeft bij het publiek groot succes met een parodie op een pornofilm getiteld Plant je paal in mijn Gazastrook (jij dikke joodse kolonist). Veel critici rekenden Houellebecq discriminerend taalgebruik aan, maar de schrijver beriep zich erop slechts te beschrijven wat er in de maatschappij gaande is. De meeste vips die in het boek voorkomen (onder anderen Bernard Kouchner, Jamel Debbouze, Karl Lagerfeld, Bill Gates, Larry Clark en Björk), maar ook ecologen, politici van links en rechts, en de media in het algemeen, krijgen er flink van langs. De journalist en essayist Olivier Le Naire vatte het als volgt samen, "Zijn roman is soms ontroerend, oogverblindend, hilarisch, soms misselijkmakend, verstikkend. Te intelligent, zou je geneigd zijn te zeggen. [...] Zijn boek is perfect opgebouwd, het SF-gedeelte klassiek en effectief, de ontsporingen gecontroleerd (wat je er ook van vindt!), de seks, de spanning en de emotie vakkundig bemeten en de maatschappijkritiek niet te stoppen."[17]
- De Nederlandstalige kritieken waren merendeels positief. NRC Handelsblad schreef: "In Mogelijkheid van een eiland werkt Houellebecq op een indrukwekkende manier uit wat hij in de epiloog van Elementaire deeltjes al aankondigde." Volgens de Volkskrant is het boek "een superieure synthese van alles waar Houellebecq voor staat, als schrijver en als fenomeen".[18] Ger Groot in Trouw vond het boek alle opwinding niet waard.[19] Alexander Roose schreef in De Tijd dat "recensenten die Houellebecqs vulgariteit gispten, of zijn vrouwenhaat, [...] fundamenteel oneerlijk [zijn]. [...] Als zijn romans dus immoreel lijken, is dat omdat de samenleving, die hij nauwgezet portretteert, dat is."[15]
- De Duitstalige pers liet overwegend negatieve geluiden horen.[20] Ook de recensent van de Britse krant The Guardian oordeelde negatief: "Michel Houellebecq's misanthropy is all too evident".[21]

## Adaptaties
- La Possibilité d'une île is de verfilming van de roman uit 2008. Houellebecq schreef het scenario, dat sterk afwijkt van de romanversie, en trad tevens op als regisseur. De film werd grotendeels in april 2007 in Spanje opgenomen. De dialogen zijn in het Frans, Engels en Spaans. De rol van Daniel werd vertolkt door Benoît Magimel. Andere rollen werden gespeeld door onder anderen Patrick Bauchau (profeet), Ramata Koite (Marie) en Serge Larivière (Rudi). De film ging op 9 augustus 2008 in première op het Internationaal filmfestival van Locarno (Zwitserland) en op 10 september van dat jaar in bioscopen in Frankrijk. Door de overwegend slechte kritieken[noot 10] kreeg de film slechts een beperkte internationale distributie. Vanaf maart 2009 was de film op dvd te verkrijgen.[2] In 2011 was de film op ARTE te zien.
- Zanger Iggy Pop nam de roman als inspiratiebron voor zijn album Préliminaires uit 2009. Sommige teksten zijn geschreven door Houellebecq. Voor het nummer 'King of the dogs' nam Pop de hond Fox van Daniel25 als model. Zeven nummers van dit album zijn tevens te horen in een documentaire uit 2009 over Houellebecq van filmmaker Erik Lieshout. De documentaire, getiteld Laatste woorden, brengt het maakproces van de hierboven genoemde film in beeld. De documentaire was in oktober 2010 te zien op de Nederlandse televisie in de NTR-documentaireserie Het uur van de wolf.[22][23]
- Het door Daniel1 geschreven gedicht voor Esther, waarmee het tweede deel van de roman eindigt, vormde de basis voor Carla Bruni's lied 'La possibilité d'une île', dat in 2008 werd uitgebracht op het album Comme si de rien n'était.[noot 11]
- Regisseur Robert Borgmann en het Berliner Ensemble brachten op 9 oktober 2019 een bijna drie uur durende (inclusief pauze), Duitstalige toneelversie van La Possibilité d'une île in première.